# Eptesicus lynni
Eptesicus lynni is een vleermuis uit het geslacht Eptesicus die voorkomt op Jamaica. Deze soort werd aanvankelijk als een verwant van E. brasiliensis gezien, maar later op onduidelijke gronden tot ondersoort van de grote bruine vleermuis (E. fuscus) gereduceerd. E. lynni wordt nu weer als een aparte soort gezien. Deze soort is in heel Jamaica gevonden en roest waarschijnlijk in grotten. Er zijn ook fossielen uit het Kwartair bekend.
De rugvacht is donker chocoladebruin. De voorarmlengte bedraagt 43,2 tot 46,0 mm voor mannetjes en 43,5 tot 48,3 mm en de schedellengte respectievelijk 15,9 tot 17,1 mm en 16,8 tot 17,7 mm. Het karyotype bedraagt 2n=50, FN=48 en is identiek aan dat van andere Eptesicus.